# Chrysolampra
Chrysolampra là một chi bọ cánh cứng trong họ Chrysomelidae.
Chi này được Baly miêu tả khoa học năm 1859.

## Các loài
Các loài trong chi này gồm:
- Chrysolampra dentipes Medvedev, 2006
- Chrysolampra fedorenkoi Medvedev, 2006
- Chrysolampra hirta Tan, 1982
- Chrysolampra laosensis Kimoto & Gressitt, 1982
- Chrysolampra longitarsus Tan, 1982
- Chrysolampra minuta Kimoto & Gressitt, 1982
- Chrysolampra monstrosa Tan, 1988
- Chrysolampra nathani Medvedev, 2000
- Chrysolampra rugosa Tan, 1982
- Chrysolampra thailandica Medvedev, 2006
- Chrysolampra tuberculata Medvedev, 2005